# Julius Götsch
Julius Emil Max Götsch (* 3. September 1887 in Oschersleben (Bode); † 26. Juli 1948 in Wanne-Eickel) war ein deutscher Baumeister. Er war Stadtbaurat in Magdeburg.

## Leben und Wirken
Er war der Sohn der Bäckermeisters Julius Götsch und wurde in der Schützenstraße 469 in Oschersleben geboren. Nach dem Schulbesuch schlug er eine Ausbildung zum Baumeister ein und trat als solcher 1919 in den Dienst der Stadt Magdeburg, wo er 1925 zum Magistratsbaurat und 1926 zum Stadtbaurat ernannt wurde. Er war Vorsitzender der Finanzkommission im Magistrat der Stadt Magdeburg. Im Jahr 1933 wurde er Stellvertreter des Oberbürgermeister Fritz-August W. Markmann.
Ansonsten war er noch Vorstand der Hafen-AG, Magdeburg und Vorsitzender des Aufsichtsräte der Magdeburger Vorortbahnen AG, Magdeburg, der Magdeburger Wohnstätten GmbH, Magdeburg und des Gemeinnützigen Wohnungs- und Siedlungsunternehmen in Magdeburg. Außerdem war er stellvertretender Vorsitzender des Aufsichtsrates des Gas- und Stromversorgung Magdeburg-Südost AG, der Magdeburger Straßenbahnen AG, der Magdeburger Versorgungsbetriebe AG. Außerdem saß er im Aufsichtsrat der Gasversorgung Magdeburg-Anhalt AG und der Mitteldeutschen Kraftwerk AG in Magdeburg. Zumindest Ende der 1930er Jahre wohnte er in Magdeburg in der Großen Diesdorfer Straße 21, 22.
Vom 18. April 1945 bis 4. Mai 1945 wurde er vom US-Kommandanten Major Ackermann als kommissarischer Bürgermeister von Magdeburg-West eingesetzt. Im Juli 1945 wurde er in den Ruhestand versetzt.

## Werke (Auswahl)
- 1933: Gasabnahmestelle und -druckreglerstation des Städtischen Gaswerkes (Entwurf mit Fritz Kneller)
- 1936: Wohnpark Leipziger Straße in Magdeburg (Bauleitung)